# Resultados do Carnaval de Porto Alegre em 1989
Resultados do Carnaval de Porto Alegre em 1989. O Grupo Principal foi vencido pela escola Bambas da Orgia, que apresentou o enredo Sai de baixo, que nesse saco tem gato.

## Grupo I
| Colocação | Escola                     | Nota       | Ref.  |
| --------- | -------------------------- | ---------- | ----- |
| 1º        | Bambas da Orgia            | Campeã     | [ 1 ] |
| 2º        | Estado Maior da Restinga   |            | [ 1 ] |
| 3º        | Academia de Samba Praiana  |            | [ 1 ] |
| 4º        | Imperadores do Samba       |            | [ 1 ] |
| 5º        | União da Vila do IAPI      |            | [ 1 ] |
| 6º        | Império da Zona Norte      |            | [ 1 ] |
| 7º        | Garotos da Orgia           |            | [ 1 ] |
| 8º        | Acadêmicos da Orgia        | Rebaixadas | [ 1 ] |
| 9º        | Imperatriz Dona Leopoldina | Rebaixadas | [ 1 ] |

## Grupo II
| Colocação | Escola                       | Nota       | Ref.  |
| --------- | ---------------------------- | ---------- | ----- |
| 1º        | Estação Primeira da Figueira | Promovidas | [ 1 ] |
| 2º        | Unidos de Vila Isabel        | Promovidas | [ 1 ] |

## Tribos
| Colocação | Tribo        | Ref.  |
| --------- | ------------ | ----- |
| 1º        | Os Comanches | [ 1 ] |